# Sjundeå kungörelser
Sjundeå kungörelser var en finländsk, svenskspråkig, hektograferad tidning, som förmedlade offentliga tillkännagivanden till sjundeåborna. Sjundeå kungörelser hade man börjat utgiva redan under Finlands ofärdsår och tidningen utgavs fram till finska inbördeskriget. Under inbördeskriget låg den kommunala verksamheten fullständigt nere i Sjundeå och därför kunde man inte fortsätta att utgiva Sjundeå kungörelser.
Förutom kommunala kungörelser innehöll tidningen också till exempel kyrkliga kungörelser, meddelanden om auktioner, politiska frågor och vitesförbud. Sjundeå kungörelser redigerades under en lång tid av Sjundeå församlings betrodde kyrkvaktmästar, läraren B.F. Höman.